# Comité olympique croate
 (octobre 2014).
Si vous disposez d'ouvrages ou d'articles de référence ou si vous connaissez des sites web de qualité traitant du thème abordé ici, merci de compléter l'article en donnant les références utiles à sa vérifiabilité et en les liant à la section « Notes et références ».
Le Comité olympique croate est le représentant de la Croatie au Comité international olympique (CIO) ainsi que le fédérateur des fédérations sportives croates. Il appartient aux Comités olympiques européens et est localisé à Zagreb.
Le comité est fondé en 1991 et reconnu par le Comité international olympique en 1993.

## Présidents
- Antun Vrdoljak : de 1991 à2000
- Zdravko Hebel : de 2000 à 2002
- Zlatko Mateša : depuis 2002